# ФК Торино
ФК Торино 1906 или само Торино је италијански фудбалски прволигаш из Торина, област Пијемонт. Тим је основан 1906. године. До 2006. су играли на стадиону „Деле Алпи“, а од 2007. играју на Олимпијском стадиону у Торину. Они су четврти најуспешнији италијански клуб у историји. Освојили су првенство седам пута (титула из 1927. године им је одузета због оптужби око намештања резултата), а Куп Италије пет пута. Торино игра у кестењастим дресовима и белим шорцевима.

## Успеси

### Национални
- Серија А

- Шампиони (8–званично 7) : 1926/27. (одузета титула), 1927/28, 1942/43, 1945/46, 1946/47, 1947/48, 1948/49, 1975/76.
- Другопласирани (7) : 1907, 1914/15, 1928/29, 1938/39, 1941/42, 1976/77, 1984/85.

- Куп Италије

- Освајачи (5) : 1935/36, 1942/43, 1967/68, 1970/71, 1992/93.
- Финалисти (8) : 1937/38, 1962/63, 1963/64, 1969/70, 1979/80, 1980/81, 1981/82, 1987/88.

- Суперкуп Италије

- Финалисти (1) : 1993.

- Серија Б

- Шампиони (3) : 1959/60, 1989/90, 2000/01.
- Другопласирани (1) : 2011/12.
- Серија A плеј-оф (3) : 2004/05, 2005/06, 2009/10. (без промоције)

### Међународни
- УЕФА куп

- Финалисти (1) : 1991/92.

- Митропа куп

- Шампиони (1) : 1990/91.

- Меморијал Пјер Ћезаре Барети

- Шампиони (1) : 1990.
- Финалисти (1) : 1993.

- Англо-италијански Лига куп :
  - Финалисти (1) : 1971.

## Састав
Од 31. августа 2017.
| Бр. |           | Позиција | Играч                   |
| --- | --------- | -------- | ----------------------- |
| 1   | Уругвај   | Г        | Салвадор Ичасо          |
| 3   | Италија   | О        | Кристијан Молинаро      |
| 4   | Италија   | О        | Кевин Бонифаци          |
| 5   | Италија   | С        | Мирко Валдифиори        |
| 6   | Гана      | С        | Африје Аква             |
| 8   | Италија   | С        | Данијеле Базели         |
| 9   | Италија   | Н        | Андреа Белоти (капитен) |
| 10  | Србија    | Н        | Адем Љајић              |
| 11  | Француска | Н        | М'Баје Нианг            |
| 13  | Аргентина | О        | Николас Бурдисо         |
| 14  | Шпанија   | Н        | Јаго Фалке              |
| 15  | Аргентина | О        | Кристијан Ансалди       |
| 16  | Шведска   | С        | Самуел Густафсон        |
| 19  | Италија   | Н        | Мануел Де Лука          |

| Бр. |           | Позиција | Играч                               |
| --- | --------- | -------- | ----------------------------------- |
| 20  | Италија   | Н        | Симоне Едера                        |
| 21  | Шпанија   | Н        | Алехандро Беренгер                  |
| 22  | Нигерија  | С        | Џоел Оби                            |
| 23  | Италија   | О        | Антонио Барека                      |
| 24  | Италија   | О        | Емилијано Морети (заменик капитена) |
| 29  | Италија   | О        | Лоренцо Де Силвестри                |
| 31  | Аргентина | Н        | Лукас Боје                          |
| 32  | Србија    | Г        | Вања Милинковић-Савић               |
| 33  | Камерун   | О        | Никола Н'Кулу                       |
| 39  | Италија   | Г        | Салваторе Сиригу                    |
| 88  | Венецуела | С        | Томас Ринкон                        |
| 97  | Бразил    | О        | Лијанко Војновић                    |
| 99  | Нигерија  | Н        | Умар Садик                          |

## Познати играчи који су наступали за овај клуб
| - Кристијан Абијати - Ињацио Абате - Алдо Агропи - Никола Аморусо - Енрико Анони - Антонијо Аста - Валерио Баћигалупо - Дино Бађо - Акдо Баларин - Дино Баларин - Адолфо Балонкиери - Симоне Бароне - Енцо Барцот - Ђорђо Брешијани - Пасквал Бруно - Лука Бући - Лучано Кастелини - Еузебио Кастиљано - Анђело Сересер - Сандро Коис - Еугенио Корини - Роберто Краверо - Масимо Крипа - Ђузепе Досена - Рубенс Фадини - Марко Феранте - Ђакомо Фери - Ђорђо Ферини - Стефано Фиоре - Наталино Фосати - Дијего Фусер - Лука Фуси - Гиљермо Габето - Фабио Галанте - Ђовани Гали - Франческо Грацијани - Ђузепе Грецар - Ђанлуиђи Лентини - Ецио Лоик - Кристијано Лукарели - Лука Маркеђани |  | - Виргилио Маросо - Данило Мартели - Валентино Мацола - Ромео Менти - Ђиђи Мерони - Роберто Моцини - Роберто Муси - Чезаре Малдини - Франко Осола - Ералдо Пеци - Ђанлука Песото - Франческо Коко - Силвио Пиола - Роберто Поликано - Паолини Пулићи - Фабио Кваљарела - Марио Ригамонти - Руђерио Рицители - Роберто Росато - Алесандро Росина - Клаудио Сала - Патрицио Сала - Франко Селваги - Алдо Серена - Андреа Силенци - Ђулијано Теранео - Кристијан Вијери - Лидо Вијери - Ренато Закарели - Ћиро Имобиле - Данијеле Падели - Марко Бенаси - Лука Росетини - Давиде Запакоста - Патрицио Ернандез - Жулио Либонати - Бенјамино Сантос - Макси Лопез - Тони Полстер - Валтер Шахкен - Винћенцо Шифо |  | - Јохан Валем - Харис Шкоро - Фернандо - Милер - Пинга - Бруно Перез - Леонардо Кастан - Роберт Јарни - Крунослав Јурчић - Џо Бејкер - Тони Дориго - Гери Хитченс - Џо Харт - Жоселин Англома - Беноа Каје - Абеди Пеле - Самјуел Куфур - Квадво Асамоа - Масаши Огуро - Марко Вешовић - Вим Кифт - Фаас Вилкенс - Дионисио Арсе - Хуан Итурбе - Камил Глик - Јосиф Фабиан - Денис Лоу - Никола Лазетић - Ален Стевановић - Влада Аврамов - Никола Максимовић - Саша Лукић - Хоакин Пеиро - Мартин Васкез - Хасе Јепсон - Александер Фарнеруд - Хакан Шукур - Алваро Рекоба - Карлос Агилера - Енцо Франческоли - Густаво Мендез |

## Спонзори и произвођачи опреме

### Спонзори
| - 1958-59 Талмоне (чоколаде) - 1981-83 Барберо (вина) - 1983-84 Ариостеа (грнчари) - 1984-88 Сведа (банка) - 1988-91 Индесит (бела техника) - 1991-94 Берета (кобасице) - 1994-95 Бонгиоани (бојлери) |  | - 1995-00 СДА (гласник) - 2000-01 Директа (financial products) - 2001-02 Конто Аранцио (интернет банка) - 2002-03 Ексфин (електроника) - 2003-05 Баварија (пиво) - 2005-08 Реале Мутуа (осигурање) - Берета (кобасице) - 2008-11 Рено (аутомобили и камиони) - Реале Мутуа (осигурање) |

### Спортска опрема
| - 1974-79 Умбро - 1979-82 Суперга Спорт - 1982-84 Тиксо Спорт - 1984-90 Адидас - 1990-93 АБМ |  | - 1993-96 Лотто - 1996-01 Келме - 2001-08 Асикс - 2008-11 Каппа |